# Tiarno di Sopra
Tiarno di Sopra – miejscowość i gmina we Włoszech, w regionie Trydent-Górna Adyga, w prowincji Trydent.
Według danych na rok 2004 gminę zamieszkiwało 976 osób, 25,7 os./km².
W 2010 r. gmina została zlikwidowana i wraz z gminami Bezzecca, Concei, Molino di Ledro,Pieve di Ledro, oraz Tiarno di Sotto zostały połączone w jedną gminę Ledro.